# D!rect FM
Direct FM, qui s'appelait autrefois Direct, est une station de radio locale indépendante diffusant en Lorraine. Elle est membre des Indés Radios.

## Création
Direct FM est créée le 15 avril 2000 par Stéphane Leydecker, avec l’aide de Yannick Kusy et Dominique Raft, à la suite de la disparition de Radio Metz FM en reprenant l'équipe de cette dernière.

## Historique
La radio émet sur la fréquence 92.8 à Metz et, depuis septembre 2011, sur 92.9 à Nancy. En 2006, Direct devient Direct FM.
En juillet 2022, Direct FM perd son indépendance à la suite de son rachat par le groupe de presse belge Rossel, déjà propriétaire de Champagne FM, Contact FM, RDL, Toulouse FM ainsi qu'une multitude de quotidiens régionaux.
Depuis fin juin 2023, Direct FM est diffusé en DAB+ sur les allotissement de Metz et Nancy ouvrant la réception de la station au département des Vosges et aux villes d'Epinal et Saint-Dié-des-Vosges.
Depuis octobre 2024 Direct FM est diffusée en Meuse sur les anciennes stations de KIT FM. Elle est diffusée à Verdun sur 95.6, à Bar le Duc sur 97.7 et à Commercy sur 103.5

## Identité de la station

### Slogans
- 2000 : « Votre radio 100 % HITS à Metz ! »
- 2005 : « Toujours plus de HITS ! »
- 2007 : « Premier dans le cœur des Messins ! »
- 2011 : « N° 1 dans le cœur des Lorrains ! »

## Partenaires
Depuis sa création, D!rect FM est la radio officielle du FC Metz. La radio diffuse d'ailleurs la grande majorité de ses matchs. À sa création, les studios sont d'ailleurs installés dans les locaux du club.

## Émission
- La station propose une matinale qui s'intitule Wake Up entre 6 h et 10 h.